# Boa Vista da Aparecida
Boa Vista da Aparecida este un oraș în Paraná (PR), Brazilia.